# International Tennis (videogioco 1992)
International Tennis è un videogioco di tennis pubblicato nel 1992 per Amstrad CPC, Commodore 64 e ZX Spectrum e nel 1993 per Amiga e DOS dalla Zeppelin Games, direttamente in edizione economica.

## Modalità di gioco
Il gioco simula il tennis singolare o doppio maschile, per uno o due giocatori. Su Commodore 64 non è disponibile il doppio, mentre su Amiga e DOS è disponibile anche il femminile (singolare, doppio e doppio misto). Nel caso di due giocatori nel doppio, i due possono giocare nella stessa squadra contro il computer oppure in squadre separate, con il compagno controllato dal computer.
Il campo viene mostrato in prospettiva, a schermata fissa, con una metà campo nella parte bassa e una nella parte alta dello schermo. I comandi si limitano alla corsa in tutte le direzioni e al colpo, orientabile in tutte le direzioni muovendo opportunamente i controlli mentre si preme il pulsante o tasto di fuoco.
Si può giocare su campi di erba, terra o cemento, con diverse proprietà di rimbalzo della palla. Su Amstrad, Commodore 64 e Spectrum oltre alla partita singola c'è l'opzione per un torneo a eliminazione diretta. Una particolarità della versione Commodore 64 è che il perdente di una partita scaglia a terra la racchetta per la rabbia.